# Ingeltrud
Ingeltrud (auch: Angeltrud, Engeltrud; † nach 2. April 870) war die älteste Tochter von Markgraf Eberhard von Friaul aus der Familie der Unruochinger und von Gisela, der Tochter des Kaisers Ludwig der Fromme aus seiner Ehe mit der Welfin Judith.
Ingeltrud wird in der Forschung als Ehefrau des fränkischen Babenbergers Heinrich diskutiert. Sollte dies zutreffen, wäre sie nicht nur die Enkelin Ludwigs des Frommen, sondern auch die Großmutter des Königs Heinrich I., so dass das gesamte Kaiserhaus der Liudolfinger zu den Nachkommen Karls des Großen zu rechnen wäre. Ein stichhaltiges Gegenargument ist das Alter Ingeltruds, der Tochter Eberhards, die als zweites Kind nach dem früh verstorbenen Eberhard II frühestens 838 geboren wurde, die Frau Heinrichs, die aus Sachsen stammte, wurde aber bereits um 830 geboren.
Als wesentliches Gegenargument wird die Erwähnung Ingeltruds im Jahr 870 durch ihre Mutter Gisela gesehen, die für sich und ihre Tochter in der Abtei Cysoing, der Hausabtei der Unruochinger, eine Grabstätte reservierte, was darauf hindeuten könnte, dass Ingeltrud zu dieser Zeit nicht verheiratet war, während Heinrichs (und ggfs. Ingeltruds) Tochter Haduich in diesen Jahren (etwa 869/870) den Sachsenherzog Otto den Erlauchten heiratete.